# USS Cochino (SS-345)
USS Cochino (SS-345) là một  tàu ngầm lớp Balao được Hải quân Hoa Kỳ chế tạo trong Chiến tranh Thế giới thứ hai. Nó là chiếc tàu chiến duy nhất của Hải quân Hoa Kỳ được đặt cái tên này, theo tên loài cá bò nữ hoàng. Hoàn tất quá trễ để có thể tham gia Thế Chiến II, nó được nâng cấp trong khuôn khổ Dự án GUPPY II để tiếp tục phục vụ trong giai đoạn Chiến tranh Lạnh, nhưng đã bị mất tại vùng biển ngoài khơi Na Uy sau một tai nạn nổ ắc quy vào ngày 26 tháng 8, 1949. Cochino là một trong bốn tàu ngầm Hoa Kỳ bị mất sau khi Thế Chiến II chấm dứt.

## Thiết kế và chế tạo
Thiết kế của lớp Balao được cải tiến dựa trên  tàu ngầm lớp Gato dẫn trước, là một kiểu tàu ngầm hạm đội có tốc độ trên mặt nước cao, tầm hoạt động xa và vũ khí mạnh để tháp tùng hạm đội chiến trận. Khác biệt chính so với lớp Gato là ở cấu trúc lườn chịu áp lực bên trong dày hơn, và sử dụng thép có độ đàn hồi cao (HTS: High-Tensile Steel), cho phép lặn sâu hơn đến 400 ft (120 m). Con tàu dài 311 ft 9 in (95,02 m) và có trọng lượng choán nước 1.526 tấn Anh (1.550 t) khi nổi và 2.424 tấn Anh (2.463 t) khi lặn. Chúng trang bị động cơ diesel dẫn động máy phát điện để cung cấp điện năng cho bốn động cơ điện, đạt được công suất 5.400 shp (4.000 kW) khi nổi và 2.740 shp (2.040 kW) khi lặn, cho phép đạt tốc độ tối đa 20,25 hải lý trên giờ (37,50 km/h) và 8,75 hải lý trên giờ (16,21 km/h) tương ứng. Tầm xa hoạt động là 11.000 hải lý (20.000 km) khi đi trên mặt nước ở tốc độ 10 hải lý trên giờ (19 km/h) và có thể hoạt động kéo dài đến 75 ngày.
Tương tự như lớp Gato dẫn trước, lớp Balao được trang bị mười ống phóng ngư lôi 21 in (530 mm), gồm sáu ống trước mũi và bốn ống phía phía đuôi tàu, chúng mang theo tối đa 24 quả ngư lôi. Vũ khí trên boong tàu gồm một hải pháo 4 inch/50 caliber, một khẩu pháo phòng không Bofors 40 mm nòng đơn và một khẩu đội Oerlikon 20 mm nòng đôi, kèm theo hai súng máy .50 caliber. Trên tháp chỉ huy, ngoài hai kính tiềm vọng, nó còn trang bị ăn-ten radar SD phòng không và SJ dò tìm mặt biển. Tiện nghi cho thủy thủ đoàn bao gồm điều hòa không khí, thực phẩm trữ lạnh, máy lọc nước, máy giặt và giường ngủ cho hầu hết mọi người, giúp họ chịu đựng cái nóng nhiệt đới tại Thái Bình Dương cùng những chuyến tuần tra kéo dài đến hai tháng rưỡi.
Cochino được đặt lườn tại xưởng tàu của hãng Electric Boat Company ở Groton, Connecticut vào ngày 13 tháng 4, 1944. Nó được hạ thủy vào ngày 20 tháng 4, 1945, được đỡ đầu bởi bà M. E. Serat, và được cho nhập biên chế cùng Hải quân Hoa Kỳ vào ngày 25 tháng 8, 1945 dưới quyền chỉ huy của Hạm trưởng, Trung tá Hải quân William A. Stevenson.

## Lịch sử hoạt động
Khởi hành từ New London, Connecticut cho chuyến đi chạy thử máy, đã viếng thăm Newport, Rhode Island từ ngày 12 đến ngày 15 tháng 9, 1945. Nó khởi hành vào ngày 3 tháng 10 để đi sang vùng kênh đào Panama, đến nơi vào ngày 9 tháng 10, nơi nó huấn luyện cùng Lực lượng Phát triển Tác chiến, rồi viếng thăm Miami, Florida từ ngày 24 đến ngày 30 tháng 10 để tham gia các lễ hội nhân ngày Hải quân. Sau đó nó đi sang vịnh Guantánamo, Cuba, và hoạt động tại khu vực này cho đến ngày 27 tháng 11, khi nó lên đường quay trở về New London.
Khởi hành từ New London vào ngày 8 tháng 1, 1946, Cochino cùng với tàu ngầm Irex (SS-482) hướng sang vịnh Guantánamo, và hoạt động khu vực này cho đến ngày 25 tháng 1, khi nó lên đường đi đến cảng nhà mới Key West, Florida, đến nơi hai ngày sau đó. Nó lại có một chuyến đi khác đến vịnh Guantánamo từ ngày 24 tháng 2 đến ngày 7 tháng 3. Từ cảng nhà, con tàu có một chuyến đi đến St. Petersburg, Florida từ ngày 4 đến ngày 6 tháng 5, rồi quay lại vùng biển Cuba từ ngày 12 đến ngày 16 tháng 5. Chiếc tàu ngầm có chuyến viếng thăm Saint Thomas tại quần đảo Virgin từ ngày 18 đến ngày 20 tháng 5, rồi thực hiện một cuộc tấn công mô phỏng vào tàu chiến thuộc Đệ Bát hạm đội trước khi quay trở về Key West.
Sau một giai đoạn bảo trì từ ngày 24 tháng 5 đến ngày 16 tháng 8, Cochino hoạt động ngoài khơi vịnh Guantánamo từ ngày 18 đến ngày 24 tháng 8, rồi quay trở về cảng nhà. Sau đó nó cùng tàu chị em Corporal (SS-346) viếng thăm Galveston, Texas từ ngày 2 đến ngày 7 tháng 9, tiếp nối bằng một lượt hoạt động khác tại vịnh Guantánamo từ ngày 6 đến ngày 10 tháng 10. Từ cảng nhà Key West, nó có chuyến viếng thăm Havana, Cuba từ ngày 18 đến ngày 21 tháng 10; New Orleans, từ ngày 25 đến ngày 29 tháng 10; và vịnh Guantánamo từ ngày 1 đến ngày 6 tháng 12.
Rời cảng nhà Key West vào ngày 3 tháng 3, 1947, Cochino viếng thăm St. Thomas từ ngày 7 đến ngày 9 tháng 3, rồi cùng tàu chị em Greenfish (SS-351) hoạt động về phía Bắc Culebra, Puerto Rico. Nó ở lại cảng Key West từ ngày 17 đến ngày 29 tháng 3, rồi đi vào Xưởng hải quân Philadelphia để sửa chữa và cải biến. Sau khi hoàn tất, nó thử nghiệm lặn sâu tại vùng biển ngoài khơi Baltimore vào ngày 21 tháng 6 dưới sự giám sát của tàu cứu hộ tàu ngầm Tringa (ASR-16). Nó quay trở lại Xưởng hải quân Philadelphia cho đến ngày 3 tháng 7, đi đến Norfolk, Virginia từ ngày 6 đến ngày 12 tháng 7, rồi tạm thời phối thuộc cùng Học viện Hải quân Hoa Kỳ tại Annapolis, Maryland từ ngày 12 đến ngày 25 tháng 7. Chiếc tàu ngầm quay trở về cảng nhà để bảo trì từ ngày 28 tháng 7 đến ngày 29 tháng 8, rồi viếng thăm Havana từ ngày 29 tháng 8 đến ngày 1 tháng 9, trước khi quay trở về Key West vào ngày 1 tháng 10.
Sau một chuyến viếng thăm Miami từ ngày 25 đến ngày 28 tháng 10, 1947, Cochino hoạt động cùng Lực lượng đặc nhiệm Đệ Nhị hạm đội cho đến giữa tháng 11, rồi quay trở về cảng nhà để bảo trì cho đến giữa tháng 1, 1948. Nó lên đường đi New Orleans vào ngày 31 tháng 1 để tham gia kỳ lễ hội Mardi Gras từ ngày 2 đến ngày 11 tháng 2, trước khi quay trở về Key West. Đang khi thực hành lặn ở độ sâu 60 ft (18 m) vào ngày 26 tháng 4, chiếc tàu ngầm mắc tai nạn va chạm với chiếc tàu kéo hạm đội Salinan (ATF-161), và bị hư hại cả hai kính tiềm vọng cùng dàn ăn-ten radar.
Đi đến xưởng tàu Electric Boat Co. ở Groton, Connecticut vào ngày 11 tháng 5, 1948, Cochino được hiện đại hóa trong khuôn khổ Chương trình Công suất đẩy dưới nước lớn hơn (GUPPY II), giúp cải thiện đáng kể tốc độ lặn dưới nước và tầm xa hoạt động. Sau khi công việc hoàn tất vào ngày 4 tháng 2, 1949, nó rời New London vào ngày 25 tháng 3 để viếng thăm Boston trong các ngày 26 và 27 tháng 3, trước khi quay trở lại New London vào ngày 2 tháng 5. Sau khi về đến Key West vào ngày 8 tháng 5, nó quay trở lại từ ngày 19 tháng 5 đến ngày 16 tháng 7, rồi tiếp tục đi đến Argentia, Newfoundland vào ngày 22 tháng 7, chặng đầu tiên của chuyến đi sang Châu Âu. Đi đến Derry, Bắc Ireland vào ngày 29 tháng 7, chiếc tàu ngầm hoạt động tại khu vực, rồi ghé vào cảng Derry từ ngày 4 đến ngày 8 tháng 8 và viếng thăm Portsmouth, Anh cho đến ngày 12 tháng 8. Nó lại hoạt động tại khu vực bên trên vòng Bắc Cực tại biển Barents, trước khi quay trở về nhà vào cuối tháng 8.
Vào tháng 8, 1949, Cochino cùng với tàu ngầm Tusk (SS-426) được phái đi trinh sát bán đảo Kola nhằm thăm dò khả năng Liên Xô thử nghiệm bom nguyên tử. Ngoài khơi bờ biển Na Uy vào ngày 25 tháng 8, họ gặp phải một cơn bão mạnh. Các đợt sóng lớn ập vào thân tàu đã gây ra các vụ cháy do chập điện và nổ ắc quy, giải phóng ra khí hydro độc hại. Thủy thủ đoàn của Cochino và Tusk đã nỗ lực hết sức để cứu tàu trong suốt 14 giờ, tuy nhiên một vụ nổ ắc quy thứ hai vào ngày hôm sau đã khiến tình thế của Cochino trở nên hoàn toàn tuyệt vọng, và lệnh bỏ tàu được đưa ra. Thủy thủ đoàn di tản sang chiếc Tusk bằng dây cáp, và Cochino đắm tại tọa độ 71°35′B 23°35′Đ / 71,583°B 23,583°Đ; tổn thất nhân mạng duy nhất là một người bị sóng cuốn xuống biển. Tusk bị mất sáu người trong những nỗ lực hỗ trợ Cochino.
Cochino được cho rút tên khỏi danh sách Đăng bạ Hải quân vào ngày 27 tháng 10, 1949. Nó là một trong số bốn tàu ngầm Hải quân Hoa Kỳ bị mất sau Thế Chiến II, bao gồm Stickleback (SS-415), Thresher (SSN-593) và Scorpion (SSN-589).